# Méliphage varié
Certhionyx variegatus
Genre
Espèce
Statut de conservation UICN

 LC  : Préoccupation mineure
Le Méliphage varié (Certhionyx variegatus) est une espèce de passereaux de la famille des Meliphagidae, aujourd'hui unique membre du genre Certhionyx.

## Répartition
Cette espèce vit est endémique d'Australie.